# Syndicat national autonome des personnels des chambres de commerce
le Syndicat national autonome des personnels des chambres de commerce est un syndicat français membre de l'UNSA.
Il regroupe les personnels des Chambres de commerce et d'industrie et des structures qui en dépendent en particulier les aéroports.

## historique du syndicat
Le SNAPCC a été fondé en 1953. Dans les années 80, le SNAPCC adhère au Groupe des 10 qui préfigure l'Union syndicale Solidaires dont le SNAPCC est membre fondateur en 1998. À cette occasion, une militante du syndicat, Isabelle Schlauder est élue a la direction nationale de l'Union. En 2003, en désaccord avec le positionnement radical de Solidaires, le SNAPCC décide de quitter l'Union syndicale et d'adhérer à une organisation réformiste : UNSA.

## Représentativité
le SNAPCC-UNSA est minoritaire dans les principales instances de représentation des personnels au sein des chambres de commerce et d'industrie.
- La Commission Paritaire Nationale (CPN)
- Caisse Nationale de Retraite des C.C.I.
- Instance nationale Disciplinaire et de Conciliation
- etc.

En 2006, le ministre du travail Gérard Larcher a reconnu le SNAPCC-UNSA représentatif sur le champ des aéroports français.